# Glenn Howerton

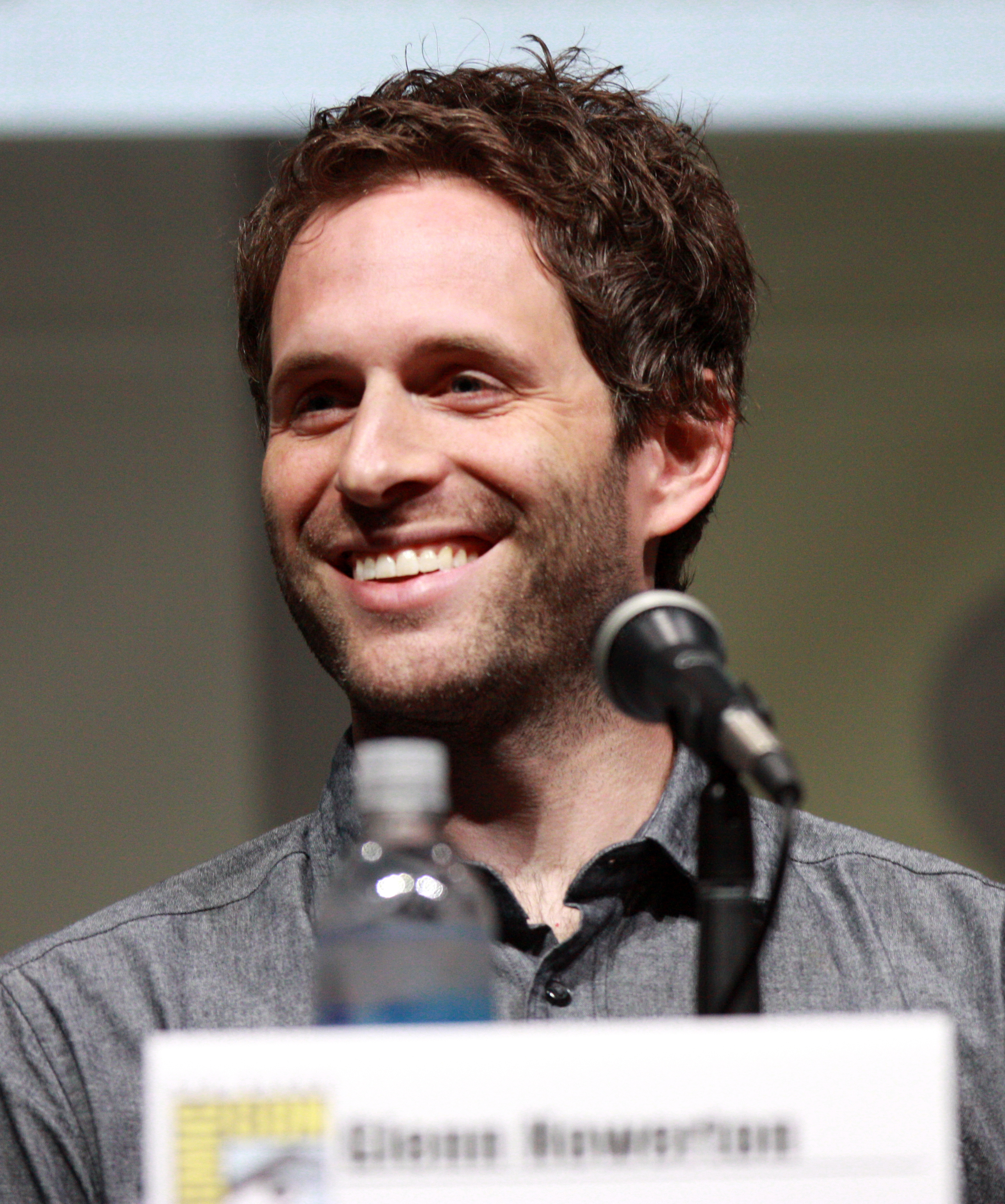
Glenn Howerton in San Diego (2013)

Glenn Franklin Howerton III (* 13. April 1976 in Japan) ist ein US-amerikanischer Schauspieler.

## Leben und Karriere
Howerton wurde als Sohn von Glenn Franklin Howerton jun., einem Kampfpiloten, in Japan geboren. Im Zuge der Versetzungen seines Vaters wuchs er mit seinen Geschwistern in London, Südkorea und Alabama auf. Nachdem er an der Jefferson Davis High School in Montgomery seinen Abschluss gemacht hatte, begann er ein Studium an der Juilliard School, welches er mit einem Bachelor abschloss.
Howertons Schauspielkarriere begann 2002 zunächst mit Gastauftritten. 2003 hatte er eine wiederkehrende Rolle in der Fernsehserie Emergency Room – Die Notaufnahme. Danach war er in kleineren Rollen in Filmen wie Serenity – Flucht in neue Welten oder Crank zu sehen. Seit 2005 spielt er eine Hauptrolle in der Serie It’s Always Sunny in Philadelphia an der Seite von Danny DeVito. Zudem ist er als Drehbuchschreiber und Produzent der Serie tätig. Zusätzlich wurde er von 2018 bis 2021 für die titelgebende Rolle der Serie Mr. Griffin – Kein Bock auf Schule besetzt.

## Filmografie
- 2003: Emergency Room – Die Notaufnahme (ER, Fernsehserie, 6 Folgen)
- 2005: Frau mit Hund sucht … Mann mit Herz (Must Love Dogs)
- 2005: Serenity – Flucht in neue Welten (Serenity)
- seit 2005: It’s Always Sunny in Philadelphia (Fernsehserie)
- 2006: Crank
- 2006: Two Weeks – Im Kreise ihrer Lieben (Two Weeks)
- 2008: The Strangers
- 2009: Crank 2: High Voltage (Crank: High Voltage)
- 2010: Alles muss raus (Everything Must Go)
- 2011: Der Vietnamkrieg – Trauma einer Generation (Vietnam in HD)
- 2013: Coffee Town
- 2013–2015, 2017: The Mindy Project (Fernsehserie, 13 Folgen)
- 2014: Fargo (Fernsehserie, 5 Folgen)
- 2016: House of Lies (Fernsehserie, 4 Folgen)
- 2018–2021: Mr. Griffin – Kein Bock auf Schule (A. P. Bio, Fernsehserie, 42 Folgen)
- 2020: The Fugitive (Fernsehserie, 5 Folgen)
- 2020: The Hunt
- 2020: Archenemy
- 2021: How It Ends
- 2023: BlackBerry
- 2023: Fool’s Paradise
- 2023–2024: Velma (Fernsehserie)